# Ивановские озёра
Ивановские озёра — памятник природы регионального значения, расположенный в Орджоникидзевском районе Хакасии, Россия. Площадь — 41,8 км². Включает в себя ущелье верховий реки Правая Сарала между хребтом Кузнецкий Алатау (на западе, гора Ивановская), горой Заозерное (на юге) и горой Золотые Рога (на востоке). На территории памятника природы находится озеро Ивановское, ручьи Озерный и Безымянный, а также шесть малых безымянных озёр.

Нижнее озеро

Основная цель охраны — обеспечение сохранности высокогорных биоценозов (особенно альпийских и субальпийских лугов), редких и эндемичных растительных сообществ (роща из берёзы извилистой), мест обитания саянской популяции северного оленя.
Территория парка известна чистейшими озёрами горного типа. Здесь располагаются уникальные снежники, которые позволяют заниматься зимними горными видами спорта практически во все сезоны года. Одна из функций памятника природы — организация культурного досуга населения (пешие, лыжные, конные эколого-туристические маршруты, горнолыжный спорт и т. д.).